# Gustave Duverne
Gustave Louis Joseph Duverne (* 1. März 1891 in La Boulaye; † 6. Oktober 1967 in Randan) war ein französischer Automobilpionier.

## Leben
Gustave Duverne diente zunächst als Kampfpilot bei den französischen Luftstreitkräften und nahm als solcher am Ersten Weltkrieg teil. Er war an fünf Feldzügen beteiligt, zog sich im Dienst eine Verletzung zu und wurde zweimal für beispielhaftes Handeln belobigt. Nach dem Krieg war er Hausbesitzer in Beaune und heiratete die Pariserin Marcelle Eugénie Lazarine Gray. Anfang der 1920er Jahre betrieb er eine Autowerkstätte in Tours.
Duverne unternahm 1924/1925 gemeinsam mit dem Journalisten Edmond Tranin die Mission Tranin-Duverne, die erste West-Ost-Durchquerung Afrikas vom Atlantik zum Roten Meer mit Kraftfahrzeugen. Dies gelang ihnen mit einem Serienmodell des Automobilherstellers Rolland-Pilain. Gustave Duverne wurde einer der drei neuen Firmenchefs von Rolland-Pilain, nachdem dessen Gründer und Namensgeber Lucien Rolland und Emile Pilain 1926 vom Verwaltungsrat des Unternehmens entmachtet worden waren. Er unternahm 1927/1928 eine weitere spektakuläre Automobil-Expedition, die ihn diesmal von Paris nach Hanoi und Saigon in Asien führte. Bei seiner Rückkehr musste er feststellen, dass Rolland-Pilain bankrottgegangen war. Er versuchte daraufhin 1929 gemeinsam mit Lucien Rolland und Emile Pilain eine Neugründung des Unternehmens im kleineren Maßstab, das noch im selben Jahr seine Produktion einstellen musste und zu einem Ersatzteillager umfunktioniert wurde.
Duverne nahm in weiterer Folge zweimal als Autorennfahrer mit Wagen von B.N.C. am 24-Stunden-Rennen von Le Mans teil: 1931 mit Robert Girod für das Team M. de Ricou, wobei er wegen vorzeitigem Auftanken disqualifiziert wurde, und 1932 mit Georges Boréal für das Team Roger Labric, wo er nach neun Runden ausfiel. Mit dem Duverne-Saran stellte Duverne 1935 den Prototyp eines zweimotorigen Leichtflugzeugs vor, der in den folgenden Jahren weiter verbessert wurde. Zu seinen beiden Expeditionen nach Afrika und Asien veröffentlichte er Reisebeschreibungen und sprach auf Konferenzen.

## Werke
- De l’Atlantique à l’Océan indien (Konakry–Djibouti) avec la mission Tranin-Duverne, 1er novembre 1924–9 avril 1925. Mit einem Vorwort von Antonin Brocard und Holzschnitten von Marcel Arthaud. Gianoli et Valentin, Paris 1926.
- Sur les routes du monde: Paris, Hanoï, Saïgon. Mit einem Vorwort von Dieudonné Costes. P. Fournié, Paris 1932.

## Ehrungen
- Ritter der Ehrenlegion (1930)[1]

## Statistik

### Le-Mans-Ergebnisse
| Jahr | Team             | Fahrzeug              | Teamkollege    | Platzierung     | Ausfallgrund |
| ---- | ---------------- | --------------------- | -------------- | --------------- | ------------ |
| 1931 | Charles de Ricou | B.N.C. Type 527 Sport | Robert Girod   | disqualifiziert |              |
| 1932 | Roger Labric     | BNC Type 527 Sport    | Georges Boréal | Ausfall         | Motorschaden |